# Salomon Majmon
Salomon Majmon inna forma nazwiska: Maimon; nazwisko właściwe: Heiman Ben Jehoszua (ur. 1754 w Borku Żukowym, zm. 22 listopada 1800 w Siegesdorf/Zebrzydowej) – żydowski filozof samouk. Pochodził z ubogiej ortodoksyjnej rodziny zamieszkałej w dobrach Radziwiłłów w Nieświeżu.

## Życiorys
Urodził się około roku 1754 jako syn Jozuego Heimana, biednego rabina żydowskiego i dzierżawcy w dobrach Radziwiłłowskich. Już jako dziecko otrzymał gruntowne wykształcenie rabiniczne – uczył się w chederze (Mira) i szkole talmudycznej (Iwieniec). W wieku około 11 lat został ożeniony z Sarą, córką właścicielki miejscowego zajazdu. Utrzymywał rodzinę pracując jako nauczyciel domowy u mniej zamożnych pobratymców. Już wtedy zetknął się z mistycyzmem Kabały i ruchem chasydzkim, a potem z racjonalistyczną filozofią Mojżesza Majmonidesa, na koniec z ideami Oświecenia. „Żyjąc w nędzy, a głównie nie mogąc zadosyć uczynić swej chęci kształcenia się wszechstronnie, mając zaledwie parę złotych, wydalił się w 25. roku życia z rodzinnego miasta i udał się naprzód do Królewca, a później do Berlina, gdzie wreszcie z całą gorliwością mógł się oddać ulubionym naukom świeckim, głównie filozofii i matematyce.”

## Twórczość
W Berlinie zerwał z judaizmem i stał się filozofem bezwyznaniowym. W roku 1790 wydał swoje pierwsze dzieło w języku niemieckim Filozofia transcendentalna. Wydał również Gibeath hamore komentarz do dzieła Majmonidesa More Nabuchim, a w roku 1794 Słownik filozoficzny oraz obszerną rozprawę Nowa logika, czyli teorya myśli. Był recenzentem Immanuela Kanta, zwłaszcza jego Krytyki czystego rozumu. „Na parę lat przed śmiercią, prześladowany przez zacofanych współwyznawców i przez zawistnych, ubogi i wątły przeniósł się do Wrocławia, gdzie z całą serdecznością przyjęty został przez poetę Efraima Kuh i przez Hrabiego Kalkreüta, który mu ofiarował na całe życie mieszkanie i utrzymanie.”
Jego najbardziej znanym dziełem jest napisana około roku 1792 w języku niemieckim Autobiografia, będąca fascynującym dokumentem epoki, w której żył. Wydaną w roku 2007 z XIX-wiecznego przekładu Leo Belmonta zredagowali na nowo Bella Szwarcman-Czarnota i Piotr Paziński redaktor naczelny „Midrasza”, a wstępem opatrzył Jan Woleński.

### Ważniejsze dzieła
- Versuch über die Transcendentalphilosophie. Mit einem Anhang über die Symbolishe Erkentnnis and Anmerküngen von... aus Litthauen in Polen, Berlin 1790 (z listem dedykowanym do Stanisława Augusta, króla polskiego); przekł. polski dedyk.: L. Belmont (Blumental), wyd. w: Autobiografia S. Maimona... Z oryginału niemieckiego cz. 1, Warszawa 1913
- Philosophisches Wörterbuch, oder Beleuchtung der wichtigsten Gegenstände der Philosophie in alphabetischer Ordnung... Erstes Stück, Berlin 1791 (dalsze części nie ukazały się)
- Ein Komentar zur More Newochim des Maimonides, tytuł łaciński (według anonsu „Allgemeine Literatur Zeitung” 1792, cz. 2, s. 260): More Nebuchim sive Doctor perplexorum auctore R. Mose Majemonide Arabico idiomate conscriptus a R. Samuele Abben. Thibbone in linguam Habraeam translatus–novis commentariis uno R. Mosis Narbonnensis altero anonymicuiusdam, sub nomine Gibeath Hamore adauctus, nunc in lucem editus cura et impensis Isaaci Eucheli, 1791 (druk niezachowany nawet w Bibliotece Królewskiej w Berlinie); wyd. następne: Salzburg 1800
- Salomons Maimons Lebensgeschichte. Von ihm selbst geschrieben und herausgegeben von K. P. Moritz. In zwei Teilen, Berlin 1792; przekł. polski: L. Belmont (Blumental): Autobiografia Salomona Maimona... Z oryginału niemieckiego wyd. w r. 1792... cz. 1-2, Warszawa 1913; przekł. hebrajski (1898-1899), żydowski (1871)
- Akündigung und Aufforderung zu einer allgemeinen Revision der Wissenschaften. Einer Königl. Akademie zu Berlin vorgelegt von..., Berlin 1792
- Anmerkungen von... (do) Bacons von Verulam Neues Organon. Aus dem Lateinischen übersetzt von G. W. Bartholdy. Band 1, Berlin 1793
- Streifereien im Gebiete der Philosophie. Erster Teil, Berlin 1793 (tu weszło wiele prac ogł. poprzednio w czasopismach; dalsze tomy nie ukazały się jednak)
- Anmerkungen und eine Vorrede von... (do) Anfangsgründe der Newtonischen Philosophie von Dr. Pemberton, Berlin 1793
- Über die Progressen der Philosophie, veranlasst durch die Preisfrage der Königl. Akademie zu Berlin für das Jahr 1792: Was hat die Metaphysik seit Leibniz und Wolf für Progressen gemacht? von..., Berlin 1794
- Anmerkungen erläutert und als Propädeutik zu einer neuen Theorie des Denkens dargestellt von... (do) Die Kathegorien des Aristoteles, Berlin 1794; wyd. 2 Berlin 1798
- Versuch einer neuen Logik, oder Theorie des Denkens. Nebst angehängten Briefen des Philaletes an Änesidemus, Berlin 1794; wyd. 2 zmienione Berlin 1798
- Kritische Untersuchungen über den menschlichen Geist, oder das höhere Erkenntnis-und Willensvermögen, Lipsk 1797 (dedykacja: hr. A. von Kalkreuth)
- Die Mysterien der Philosophie (rękopis), który znajdował się wraz z bardzo obszerną spuścizną rękopiśmienną Maimona (w niej wiele dzieł nieogłoszonych, przeważnie nieukończonych) u S. J. Wolfa, następnie zaś u B. Fränkla w Gross-Glogau (Głogowie); dalsze ich losy pozostają nieznane.

Artykuły, korespondencję, materiały ze spuścizny Maimona ogłaszano w czasopismach: „Berlinisches Archiv d. Zeit u. ihres Geschmackes” (1800), „Berlinisches Journal f. Aufklärung” (1789-1790), „Berlinische Monatschr.” (1789-1795), „Deutschen Monatschr.” (Berlin 1791-1792), „Neues Museum d. Philosophie u. Literatur” (Lipsk 1803-1804), „Neue Berlinische Monatschr.” (Berlin-Szczecin 1799-1801), „Philosophisches Journal einer Gesellschaft Teutscher Gelehrten” (Jena-Lipsk 1795, 1797), „ΓΝΩΘΙ ΣΑΥΤΟΝ oder Magazin zur Erfahrungsseelenkunde als ein Lesebuch f. Gelehrte u. Unglehrte” (Berlin 1791-1793; red. S. Maimon i K. P. Moritz).
Bardziej szczegółową bibliografię pism Maimona podają: S. J. Wolf: Maimoniana..., Berlin 1813; F. Kuntze w: Die Philosophie S. Maimons, Heidelberg 1912; przekł. polski skrócony: L. Belmont: Spis pism Maimona w: autobiografia S. Maimona... Z oryginału niem. przeł... cz. 1, Warszawa 1913, s. LXXXI-LXXXIV.